# 黃卓健
黃卓健，MH，JP ，社會企業家。他出生基層家庭，為現代教育補習天后Mia Wong(黃敏芝)之弟。曾在美國哈佛大學，賓夕凡尼亞州大學及瑞典延哥平大學留學，並在當地任職義肢矯形師，回港後創辦社會企業「長者家」，為長者提供安老院舍配對服務，獲選2010年的「十大傑青」。為了令長者在院舍得到更佳的醫療服務，及為社會加快建立防疫屏障，他決心建立醫療團隊，為本港多間老人院提供巡院醫生服務。在新冠疫情醫護人手嚴重短缺其間，為本港超過 6000 名住院舍長者接種新冠疫苗，超過全港住院長者的十分之一，成功阻止院舍死亡數字進一步攀升。除此之外，他還為學校及社區每年定期接種流感疫苗，佔每年接種人口的5%，是香港主要的外展醫療服務提供者之一。2019年獲香港特別行政區頒發榮譽勳章，及2022年獲委任為太平紳士。

## 獲選香港十大傑出青年
黃卓健早年在本港理工大學及美國賓夕凡尼亞大學等修讀義肢矯形及生物工程，學成後在瑞典當起義肢矯形師。工作了一年多，他在網上看到一則居於安老院舍長者口部感染蠅蛆的新聞，令他反思本港的安老服務質素：「外國嘅老人院質素好好，啲老人家係排住隊想入去住。點解香港長者會抗拒入住，又會發生啲咁嘅事？」於是黃卓健決定回港創辦社會企業「長者家」，提供一站式安老服務。成立17年來，至今已協助超過100,000個家庭，並為逾二百位殘疾人士提供就業機會。他的努力獲安老事務委員會主席梁智鴻欣賞，獲他提名參選為十大傑青，並成功當選。同年獲選的傑青包括歌手謝安琪，運動員李靜、高禮澤等。

## 主要社會服務及獎章
- 太平紳士 2022
- 榮譽勳章 2019
- 香港十大傑出青年 2010
- 亞洲電視十大感動人物提名狀 2010
- 香港精神大使 2011
- 社會企業「長者家」創辦人
- 哈佛大學獎學金得主2012
- 香港復康力量 (註冊慈善團體)董事
- 第十三屆哈佛商學院及哈佛甘迺迪政府學院社會企業會議咨詢委員
- 社會保障上訴委員會委員
- 禁毒常務委員會屬會委員
- 健康護理及促進基金委員會委員
- 監管釋囚委員會委員

## 學歷
- 賓夕法尼亞大學 (生物工程學)
- 延雪平大學 (義肢及矯形學)
- 香港理工大學 (義肢及矯形學榮譽學士)[1]
- 中華基督教會基元中學
- 保良局梁周順琴小學

## 連結
- 上門為染疫老人院打針-醫護全副武裝入-戰場-同疫情鬥快 （页面存档备份，存于）
- https://www.speakout.hk/港人博評/81766/拆解老人院接種率低主要原因 （页面存档备份，存于）

- 黃卓健簡歷 （页面存档备份，存于）